# Sammu-ramat
Sammu-ramat, död efter år 811 f.Kr., var en assyrisk drottning och regent, gift med kung Shamshi-Adad V (r. 824–811/809 f.Kr.).
Efter hans död var hon Assyriens regent som förmyndare för sin minderårige son, kung Adad-nirari III (r. 811/809–783 f.Kr.). Tidpunkten för hennes regentskap har utsatts till antingen 811–808 f.Kr, eller också 809–792 f.Kr. Hon är den enda av Assyriens drottningar utom Naqi'a, som hade någon form av maktposition. 

## Biografi
Det anses inte bevisat att Sammu-ramat formellt var regent eller endast informellt, men hon utövade oavsett om hon var regent till namnet eller inte de facto ovanligt stort inflytande under de första åren av sin sons regeringstid. 
Hennes stele har återfunnits i Assur, och en inskription i Nimrud beskriver hennes stora inflytande och maktposition och antyder att hon var regent.   

## Eftermäle
Sammu-ramat tros vara en förebild för den grekiska mytologiska figuren Semiramis.